# Adesmia aueri
Adesmia aueri är en ärtväxtart som beskrevs av Arturo Erhardo Erardo Burkart. Adesmia aueri ingår i släktet Adesmia och familjen ärtväxter. Inga underarter finns listade i Catalogue of Life.